# (6138) 1991 JH1
(6138) 1991 JH1 là một tiểu hành tinh vành đai chính. Nó được phát hiện bởi Satoru Otomo và Osamu Muramatsu ở Takane, Yamanashi, Nhật Bản, ngày 14 tháng 5 năm 1991.